# Герн (станция метро)
«Герн» (нем. Gern) — станция Мюнхенского метрополитена, расположенная на линии . Станция находится в районе Герн (нем. Gern).

## История
Открыта 23 мая 1998 года. Согласно планам 1989 года, станция должна была быть расположена на 185 метров южнее. Правительство Верхней Баварии через год решило, что станция должна быть построена северней из-за более сбалансированного расстояния между станциями и лучшего прогноза пассажиров, но это означало увеличение стоимости строительства на три миллиона немецких марок и увеличение времени строительства на несколько месяцев.

## Архитектура и оформление
Стены станции сделаны из голубого, покрытого глазурью бетона, на котором закреплены стеклянные панели, на которых находится часть истории района Герн. Свет из девяти световых пирамид отражается от земли, покрытой светлым гранитом. Встроенные в потолок девять световых пирамид были помещены в промежутки выступов здания вокзала и создают впечатление, как будто через них сверху проникает дневной свет.